# NGC 5604
NGC 5604 est une galaxie spirale située dans la constellation de la Vierge. Sa vitesse par rapport au fond diffus cosmologique est de 2 994 ± 18 km/s, ce qui correspond à une distance de Hubble de 44,2 ± 3,1 Mpc (∼144 millions d'al). NGC 5604 a été découverte par l'astronome germano-britannique William Herschel en 1787.
La classe de luminosité de NGC 5604 est I et elle présente une large raie HI.
Le relevé astronomique SAGA destiné à la recherche de galaxies satellites en orbite autour d'une autre galaxie a permis de confirmer la présence de trois galaxies satellites pour NGC 5604.
À ce jour, une dizaine de mesures non basées sur le décalage vers le rouge (redshift) donnent une distance de 41,940 ± 6,155 Mpc (∼137 millions d'al), ce qui est à l'intérieur des valeurs de la distance de Hubble.

## Supernova
La supernova SN 2013aq a été découverte dans NGC 5604 le 12 mars 2013 par les astronomes amateurs néo-zélandais Stu Parker et Peter Aldous. Cette supernova était de type IIP.